# Araeococcus micranthus
Espèce
Classification phylogénétique
Synonymes
- Aechmea micrantha Brongn.

Araeococcus micranthus est une espèce de plantes à fleurs de la famille des Bromeliaceae présente au nord de l'Amérique du Sud.

## Synonymes
- Aechmea micrantha Brongn.[1].

## Distribution
L'espèce se rencontre au Brésil, au Venezuela, à Trinité-et-Tobago, au Guyana, au Suriname et en Guyane.

## Description
L'espèce est épiphyte.